# Korečný potok
Korečný potok (též Korečnický potok) je malý potok v okrese Rokycany v Plzeňském kraji. Je to pravostranný přítok řeky Berounky. Plocha jeho povodí měří 18,8 km².

## Průběh toku
Pramení na katastru obce Břasy a do Berounky ústí pod vsí Sedlecko. Před vyústěním do Berounky u potoka stojí Korečnický mlýn.